# La Chevauchée des bannis
Pour plus de détails, voir Fiche technique et Distribution.
La Chevauchée des bannis (titre original : Day of the Outlaw) est un western américain réalisé par André de Toth et écrit par Philip Yordan (d'après un roman de Lee E. Wells), sorti en 1959.

## Synopsis
Dans un village montagneux du Wyoming, enfoncé dans la neige et coupé du monde, l'éleveur Blaise Starret s'oppose farouchement à des fermiers, dont l'un d'eux a épousé son ancienne compagne Helen. L'arrivée inopinée de sept bandits pourchassés par les autorités et commandés par un certain Capitaine Jack Bruhn, quémandant secours, à la suite d'une blessure, fait taire les hostilités et contraint fermiers et éleveurs à s'unir contre le danger. La population est prise en otage, et Jack Bruhn mal remis de sa blessure, peine à tenir ses hommes tentés par l'alcool et les femmes. 
Malgré la tension existante une idylle naît entre une jeune femme, Ermine, et un jeune bandit, Gene. Blaise Starret imagine un piège susceptible d'égarer Jack Bruhn et ses hors-la-loi dans la montagne. Bruhn demande alors que Blaise les accompagne. Alors que la petite troupe s’apprête à prendre le départ, Ermine indique à Gene qu'il s'agit d'un piège, celui-ci le rapporte à Bruhn. Ce dernier sentant sa mort prochaine et voulant éviter le massacre des villageois fait avancer la troupe. Gene se retrouvant sans monture tente de regagner le village, les bandits meurent les uns après les autres y compris Bruhn. 
Quand Blaise revient sain et sauf, il propose à Gene de travailler avec lui et le désarme.

## Fiche technique
- Titre français : La Chevauchée des bannis
- Titre original : Day of the Outlaw
- Réalisation : André de Toth
- Scénario : Philip Yordan d'après le roman de Lee E. Wells
- Photographie : Russell Harlan
- Direction artistique : Jack Poplin
- Costumes : Elva Martien et Robert Martien
- Musique : Alexander Courage
- Montage : Robert Lawrence
- Production : Sidney Harmon (producteur) et Leon Chooluk (producteur associé)
- Sociétés de production : Security Pictures, United Artists
- Société de distribution : United Artists
- Budget : 1 100 000 $[1]
- Pays d'origine :  États-Unis
- Langue : anglais
- Format : Noir et blanc, son monophonique
- Genre : Western
- Durée : 92 minutes
- Dates de sortie :
  -  États-Unis : 10 septembre 1959[n 1]
  -  Allemagne : 2 octobre 1959
- Date de sortie DVD :
  -  France : 6 juillet 2010
- Affiche : Boris Grinsson (France)

## Distribution
- Robert Ryan (VF : Claude Bertrand) : Blaise Starrett
- Burl Ives (VF : Pierre Morin) : Jack Bruhn
- Tina Louise (VF : Jeanine Freson) : Helen Crane
- Alan Marshal (VF : Pierre Leproux) : Hal Crane
- Venetia Stevenson (VF : Michèle Bardollet) : Ermine
- David Nelson (VF : Michel François) : Gene, le jeune bandit amoureux d'Ermine
- Nehemiah Persoff (VF : Serge Sauvion) : Dan
- Jack Lambert (VF : Marcel Painvin) : Tex
- Frank DeKova (VF : Henry Darbrey) : Denver
- Lance Fuller (VF : Marcel Bozzuffi) : Pace
- Elisha Cook Jr. : Larry Teter, le barbier
- Dabbs Greer (VF : José Squinquel) : Docteur Langer, le vétérinaire
- Betsy Jones-Moreland (VF : Danièle Roy) : Madame Preston
- Helen Westcott : Vivian
- Donald Elson (VF : Jean-Marie Amato) : Vic, le propriétaire du magasin
- Robert O. Cornthwaite : Tommy Preston
- Michael McGreevey : Bobby, le fils de Vic
- Arthur Space : Clay
- Paul Wexler (VF : André Valmy) : Vause
- Jack Woody (VF : Maurice Pierrat) : Shorty

### Tournage
- En octobre 1958, comme à son habitude[2], André de Toth partit lui-même chercher le lieu où tourner son film et survola, avec son avion personnel, les parcs nationaux aux alentours de Bend dans l'Oregon. Il choisit le plateau de Dutchman Flat, régulièrement enneigé et difficile d'accès par la route[2], et décida d'y faire construire le village de Bitters[n 2], réalisé par le chef décorateur Jack Poplin deux jours avant le début du tournage[n 3]. L'équipe - une soixantaine de personnes, dont des habitants de la région[3] - fut logée dans un hôtel historique de Bend (la Pilot Butte Inn) pendant les deux semaines du tournage en décors réels. Elle dut affronter des conditions climatiques difficiles : le froid, des tempêtes de neige, du blizzard, mais qui contribuèrent à l'authenticité du film[4]. La grande majorité des intérieurs (et quelques plans de nuit[5]) furent tournés ensuite, au mois de décembre 1958, à Los Angeles, aux Kling studios, anciennement studios de Charlie Chaplin[5]. Le film fut achevé le 18 décembre et fut présenté à la Censure dès la mi-janvier[6].
- Robert Ryan attrapa une pneumonie pendant le tournage et resta invisible pendant dix jours

## Réception du film
Plus d'un critique en a signalé le caractère particulièrement oppressant voire claustrophobique. Roger Horrocks, dans son livre Male Myths and Icons, parle d'un film comme d'un "véritable pépite" égalant les meilleurs westerns de Budd Boetticher.

### Critiques
- "Rare auteur non misogyne, De Toth montre au contraire un paysage hostile et meurtrier et un héros (le torturé Robert Ryan) plaidant pour le groupe. Ici, la castagne à mains nues n'est pas pour les enfants de chœur, les scènes d'amour non plus, même si l'héroïne convoitée par deux hommes se cache sous manteau et capuche."[8]
- "Toute la première partie du film, jusqu'au moment du départ des hommes vers la montagne, contient un suspense dramatique de plus en plus puissant, entretenu à la fois par les qualités du scénario, de la mise en scène et de l'interprétation. Il n'en reste malheureusement plus rien dans la seconde partie, terne et morne."[9]
- "Excellent western de série B ; bon scénario, brillante interprétation (l'opposition Ryan-Ives et les mines patibulaires des bandits avec mention spéciale pour Jack Lambert) et splendides images."[10]